# نولينة بالميرية
نولينة بالميرية (الاسم العلمي:Nolina palmeri) هي نوع من النباتات تتبع جنس النولينة من الفصيلة الهليونية.